# Mangalore, Sorab
Mangalore là một làng thuộc tehsil Sorab, huyện Shimoga, bang Karnataka, Ấn Độ.